# Vincenzo
Vincenzo (Hangul: 빈센조; RR: Binsenjo) és una sèrie de televisió sud-coreana del 2021 protagonitzada per Song Joong-ki com a personatge principal al costat de Jeon Yeo-been, Ok Taec-yeon, Kim Yeo-jin i Kwak Dong-yeon. Es va emetre a tvN del 20 de febrer al 2 de maig de 2021, tots els dissabtes i diumenges a les 21:00 (KST); cada episodi es va llançar a Netflix a Corea del Sud i internacionalment després de la seva emissió per televisió.